# Chiloglanis pojeri
Chiloglanis pojeri е вид лъчеперка от семейство Mochokidae.

## Разпространение
Видът е разпространен в Демократична република Конго.